# Raïon de Poudoj
Le raïon de Poudoj (russe : Пу́дожский райо́н, carélien:Puudožin piiri ou Puutoisten piiri) est l'un des seize raïons de la république de Carélie en Russie.

## Description
La superficie du raïon de Poudoj est de 12 745 km2.
Son centre administratif est la ville de Poudoj.

## Géographie

### Municipalités
Le raïon municipal de Poudoj comprend 8 municipalités, dont 1 établissement urbain et 7 établissements ruraux,:
| N° | Municipalité                        | Centre administratif | Nombre de localités | Population (2023) | Superficie (km²) |
| -- | ----------------------------------- | -------------------- | ------------------- | ----------------- | ---------------- |
| 1  | Établissement urbain de Poudoj      | Poudoj               | 12                  | 8068              | 410.47           |
| 2  | Établissement rural d'Avdeïevo      | Avdeïevo             | 7                   | 589               | 485.14           |
| 3  | Établissement rural de Krasnoborski | Krasnoborski         | 5                   | 749               | 2902.95          |
| 4  | Établissement rural de Krivtsy      | Krivtsy              | 15                  | 695               | 1802.44          |
| 5  | Établissement rural de Koubovo      | Koubovo              | 6                   | 859               | 1648.01          |
| 6  | Établissement rural de Kouganavolok | Kouganavolok         | 9                   | 278               | 2381.20          |
| 7  | Établissement rural de Pialma       | Pialma               | 8                   | 1733              | 3016.14          |
| 8  | Établissement rural de Chalski      | Chalski              | 11                  | 1380              | 1006.52          |

## Politique et administration

### Statut
Le raïon est un des seize raïons de la république de Carélie, dans le district fédéral du Nord-Ouest. Son statut est un raïon municipal, et il comporte ainsi plusieurs municipalités à l'intérieur de lui,.

### Tendances politiques
| Scrutin             | 1er tour | 1er tour | 1er tour | 1er tour | 1er tour | 1er tour | 1er tour | 1er tour | 1er tour | 1er tour | 1er tour | 1er tour | 2d tour                  | 2d tour                  | 2d tour                  | 2d tour                  | 2d tour                  | 2d tour                  | 2d tour                  | 2d tour                  |
| Scrutin             | 1er      | 1er      | %        | 2e       | 2e       | %        | 3e       | 3e       | %        | 4e       | 4e       | %        | 1er                      | %                        | 2e                       | %                        | 3e                       | %                        | 4e                       | %                        |
| ------------------- | -------- | -------- | -------- | -------- | -------- | -------- | -------- | -------- | -------- | -------- | -------- | -------- | ------------------------ | ------------------------ | ------------------------ | ------------------------ | ------------------------ | ------------------------ | ------------------------ | ------------------------ |
| Présidentielle 2012 |          | ER       | 61,34    |          | KPRF     | 18,11    |          | LDPR     | 8,95     |          | SE       | 5,93     | Victoire au premier tour | Victoire au premier tour | Victoire au premier tour | Victoire au premier tour | Victoire au premier tour | Victoire au premier tour | Victoire au premier tour | Victoire au premier tour |
| Gouvernorale 2017   |          | ER       | 63,11    |          | SRZP     | 13,74    |          | KPRF     | 12,98    |          | LDPR     | 6,59     | Victoire au premier tour | Victoire au premier tour | Victoire au premier tour | Victoire au premier tour | Victoire au premier tour | Victoire au premier tour | Victoire au premier tour | Victoire au premier tour |
| Présidentielle 2018 |          | ER       | 76,03    |          | KPRF     | 9,67     |          | LDPR     | 8,80     |          | GRANI    | 1,20     | Victoire au premier tour | Victoire au premier tour | Victoire au premier tour | Victoire au premier tour | Victoire au premier tour | Victoire au premier tour | Victoire au premier tour | Victoire au premier tour |

## Démographie
Recensements (*) ou estimations de la population
| 1989*  | 2002*  | 2009   | 2010   |
| ------ | ------ | ------ | ------ |
| 31 723 | 27 538 | 24 780 | 21 659 |

| 2011   | 2013   | 2015   | 2017   |
| ------ | ------ | ------ | ------ |
| 21 577 | 20 360 | 19 275 | 18 528 |

| 2019   | 2021   | - | - |
| ------ | ------ | - | - |
| 17 512 | 16 694 | - | - |

## Galerie

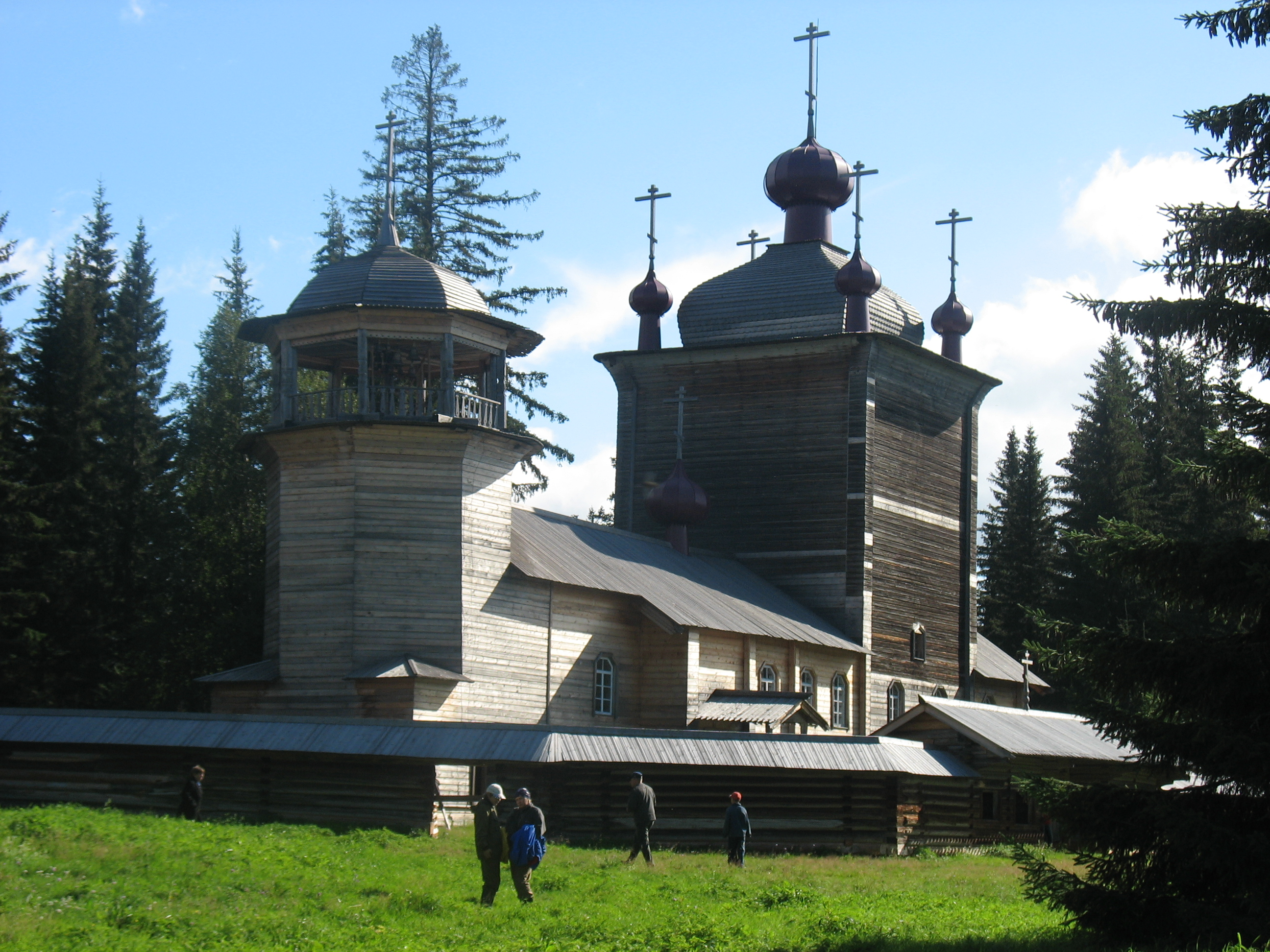
Île du lac Vodlozero, église Saint-Élie.

## Localités
Il y a 73 localités dans le raïon de Poudoj (dont 6 localités incluses dans une ville ou un village),,,.
| №  | Nom                       | Nom russe              | Statut    | Population (2013) | Municipalité                        |
| -- | ------------------------- | ---------------------- | --------- | ----------------- | ----------------------------------- |
| 1  | Avdeïevo                  | Авдеево                | hameau    | 351               | Établissement rural d'Avdeïevo      |
| 2  | Alekseïevo                | Алексеево              | hameau    | 7                 | Établissement rural d'Avdeïevo      |
| 3  | Afanassievskaïa           | Афанасьевская          | hameau    | 16                | Établissement urbain de Poudoj      |
| 4  | Aeroport                  | Аэропорт               | possiolok |                   | Établissement urbain de Poudoj      |
| 5  | Bostilovo                 | Бостилово              | hameau    | 10                | Établissement rural de Kouganavolok |
| 6  | Botchilovo                | Бочилово               | hameau    | 10                | Établissement rural de Chalski      |
| 7  | Botchilovo                | Бочилово               | possiolok | 469               | Établissement rural de Chalski      |
| 8  | Bourakovo                 | Бураково               | hameau    | 0                 | Établissement rural d'Avdeïevo      |
| 9  | Vamskaïa Plotina          | Вамская Плотина        | hameau    | 2                 | Établissement rural de Kouganavolok |
| 10 | Vodla                     | Водла                  | hameau    | 5                 | Établissement rural de Koubovo      |
| 11 | Vodla                     | Водла                  | possiolok | 577               | Établissement rural de Koubovo      |
| 12 | Gakougssa                 | Гакугса                | hameau    | 107               | Établissement rural de Krasnoborski |
| 13 | Gladkina                  | Гладкина               | hameau    | 2                 | Établissement urbain de Poudoj      |
| 14 | Doubovskaïa               | Дубовская              | hameau    | 1                 | Établissement rural de Krivtsy      |
| 15 | Ierchova                  | Ершова                 | hameau    | 0                 | Établissement rural de Krivtsy      |
| 16 | Zaozerié                  | Заозерье               | hameau    | 27                | Établissement rural de Krivtsy      |
| 17 | Kanzanavolok              | Канзанаволок           | hameau    | 1                 | Établissement rural de Kouganavolok |
| 18 | Karchevo                  | Каршево                | hameau    | 314               | Établissement rural de Krasnoborski |
| 19 | Kachino                   | Кашино                 | possiolok | 84                | Établissement rural de Chalski      |
| 20 | Kevassalma                | Кевасалма              | hameau    | 8                 | Établissement rural de Kouganavolok |
| 21 | Kodatchgouba              | Кодачгуба              | hameau    |                   | Établissement rural de Pialma       |
| 22 | Kolgostrov                | Колгостров             | hameau    | 0                 | Établissement rural de Kouganavolok |
| 23 | Kolovo                    | Колово                 | hameau    | 70                | Établissement urbain de Poudoj      |
| 24 | Kolovo                    | Колово                 | possiolok | 461               | Établissement urbain de Poudoj      |
| 25 | Koskosalma                | Коскосалма             | hameau    | 0                 | Établissement rural de Kouganavolok |
| 26 | Kochoukovo                | Кошуково               | hameau    | 7                 | Établissement urbain de Poudoj      |
| 27 | Krasnoborski              | Красноборский          | possiolok | 410               | Établissement rural de Krasnoborski |
| 28 | Krivtsy                   | Кривцы                 | hameau    | 27                | Établissement rural de Krivtsy      |
| 29 | Krivtsy                   | Кривцы                 | possiolok | 798               | Établissement rural de Krivtsy      |
| 30 | Koubovo                   | Кубово                 | possiolok | 814               | Établissement rural de Koubovo      |
| 31 | Koubovskaïa               | Кубовская              | hameau    | 40                | Établissement rural de Koubovo      |
| 32 | Koubovski splavoutchastok | Кубовский сплавучасток | possiolok | 67                | Établissement rural de Koubovo      |
| 33 | Kouganavolok              | Куганаволок            | hameau    | 337               | Établissement rural de Kouganavolok |
| 34 | Miatcheva                 | Мячева                 | hameau    |                   | Établissement urbain de Poudoj      |
| 35 | Neftebaza                 | Нефтебаза              | possiolok | 9                 | Établissement rural de Chalski      |
| 36 | Niguijma                  | Нигижма                | hameau    | 75                | Établissement rural de Krasnoborski |
| 37 | Novo-Stekliannoïe         | Ново-Стеклянное        | possiolok | 731               | Établissement rural de Chalski      |
| 38 | Nojevo                    | Ножево                 | hameau    | 13                | Établissement urbain de Poudoj      |
| 39 | Oktiabrskaïa              | Октябрьская            | hameau    | 20                | Établissement rural d'Avdeïevo      |
| 40 | Onejski                   | Онежский               | possiolok | 360               | Établissement rural d'Avdeïevo      |
| 41 | Ostritchi                 | Остричи                | hameau    |                   | Établissement rural de Pialma       |
| 42 | Ostrov                    | Остров                 | hameau    | 3                 | Établissement rural de Krivtsy      |
| 43 | Pelgostrov                | Пелгостров             | hameau    | 0                 | Établissement rural de Kouganavolok |
| 44 | Peloussozero              | Пелусозеро             | hameau    | 0                 | Établissement rural de Krivtsy      |
| 45 | Pestchanoïe               | Песчаное               | hameau    | 64                | Établissement rural d'Avdeïevo      |
| 46 | Pirzakovo                 | Пирзаково              | hameau    | 5                 | Établissement rural de Krivtsy      |
| 47 | Pogost                    | Погост                 | hameau    | 66                | Établissement rural de Krivtsy      |
| 48 | Podporojié                | Подпорожье             | possiolok | 615               | Établissement urbain de Poudoj      |
| 49 | Porsta                    | Поршта                 | possiolok | 0                 | Établissement rural de Koubovo      |
| 50 | Pritchny                  | Приречный              | possiolok | 143               | Établissement rural de Krivtsy      |
| 51 | Poudoj                    | Пудож                  | ville     | 7207              | Établissement urbain de Poudoj      |
| 52 | Poudojgorski              | Пудожгорский           | possiolok | 602               | Établissement rural de Pialma       |
| 53 | Pialozero                 | Пялозеро               | hameau    | 0                 | Établissement rural de Krivtsy      |
| 54 | Pialma                    | Пяльма                 | hameau    | 1                 | Établissement rural de Pialma       |
| 55 | Pialma                    | Пяльма                 | possiolok | 1371              | Établissement rural de Pialma       |
| 56 | Ragnouka                  | Рагнукса               | possiolok | 225               | Établissement rural d'Avdeïevo      |
| 57 | Rimskoïe                  | Римское                | hameau    | 21                | Établissement rural de Pialma       |
| 58 | Rogozinskaïa              | Рогозинская            | hameau    | 2                 | Établissement rural de Chalski      |
| 59 | Semionovo                 | Семёново               | hameau    | 148               | Établissement rural de Chalski      |
| 60 | Stechevskaïa              | Стешевская             | hameau    | 32                | Établissement rural de Krivtsy      |
| 61 | Tambitsy                  | Тамбицы                | possiolok | 163               | Établissement rural de Pialma       |
| 62 | Tambitchozero             | Тамбичозеро            | possiolok | 35                | Établissement rural de Pialma       |
| 63 | Tatarskaïa Gora           | Татарская Гора         | hameau    | 0                 | Établissement rural de Krivtsy      |
| 64 | Terebovskaïa              | Теребовская            | hameau    | 14                | Établissement rural de Chalski      |
| 65 | Oust-Reka                 | Усть-Река              | hameau    | 87                | Établissement rural de Krivtsy      |
| 66 | Filimonovskaïa            | Филимоновская          | hameau    | 98                | Établissement urbain de Poudoj      |
| 67 | Kharlovskaia              | Харловская             | hameau    | 8                 | Établissement urbain de Poudoj      |
| 68 | Tchernoretchenski         | Чернореченский         | possiolok | 142               | Établissement rural de Krasnoborski |
| 69 | Tchouïala                 | Чуяла                  | hameau    | 0                 | Établissement rural de Kouganavolok |
| 70 | Chla Pristan              | Шала Пристань          | possiolok |                   | Établissement rural de Chalski      |
| 71 | Chaloukha                 | Шалуха                 | possiolok | 1                 | Établissement rural de Chalski      |
| 72 | Chalski                   | Шальский               | possiolok | 1605              | Établissement rural de Chalski      |
| 73 | Chchanikovskaia           | Щаниковская            | hameau    | 2                 | Établissement rural de Krivtsy      |